# Попов Микола Інокентійович
Попов Микола Інокентійович (нар. 11 червня 1950) — український композитор, диригент та викладач, автор симфонічної, камерноїт а вокально-хорової музики. Член Національної Спілки композиторів України (1992). Заслужений діяч мистецтв України (1999).

## З життєпису
Народився 11 червня 1950р. у місті Щигри Курської області (Росія). Закінчив Курське музичне училище ім. Г. В. Свірідова (1966-1970), факультет хорового диригування Уфимського державного інституту мистецтв, (1970–1975, клас професора Б. І. Шестакова) , Донецький музично-педагогічний інститут ім. С.С.Прокоф’єва на факультеті композиції (1983 -1987, клас професора О. М. Рудянського). 
З 1979 року працює керівником музичної частини Запорізького театру юного глядача. Тому більша частина його музичного доробку - саме музика до вистав (69 творів).Для театру М. Попов створює музику до багатьох вистав: "Троє поросят", "Терем - Теремок", "Кицин дім", "Муха - Цокотуха" (1981), "Переполох в молочному королівстві", "Мойдодир", "Ранкова жертва", "Ромео і Джульєтта", "Дюймовочка", "Лісова казка".
Завідувач диригентсько-хорового відділу Запорізького музичного училища ім. П.І. Майбороди. У 2004-2010 роках був художнім керівником та диригентом студентського хору «Запоріжжя».
За цей період хор та М. Попов стали лауреатами Міжнародних хорових фестивалів духовного співу у Запоріжжі («Христос Воскрес» у 2006, 2007, 2008 роках), камерних колективів ім. С. Дегтярьова та Г. Ломакіна у Белгороді (2007 рік), Всеукраїнського фестивалю духовних піснеспівів «Від Різдва до Різдва» в місті Дніпро (2008 рік).
Автор музики до телефільмів «Відповідати буду я» (1982), «Василиса Прекрасная» (1983).